# La Famille Addams : Les Retrouvailles
Pour les articles homonymes, voir La Famille Addams.
Série
Les Valeurs de la famille Addams
(1993)
Pour plus de détails, voir Fiche technique et Distribution.
Réalisé par Dave Payne d'après La Famille Addams, l'œuvre de Charles Addams, La Famille Addams: Les retrouvailles (Addams Family Reunion) est un vidéofilm américain conçu pour sortir directement à la vente et à la location sans qu'il soit été exploité dans les salles de cinéma. Sans être la suite directe de La Famille Addams et Les Valeurs de la famille Addams, il n'est pourtant pas un reboot de la franchise.
Aux États-Unis, il a été diffusé le 22 septembre 1998 sur Fox Family, et en France, le 4 décembre 1998 sur Canal+, puis le 28 décembre 2000 sur M6.

## Synopsis
En découvrant que ses grands-parents sont atteints de la « maladie de Waltzheimer » — une maladie qui les rend progressivement « normaux » —, Gomez Addams organise une réunion familiale, espérant qu'un des membres de son immense arbre généalogique l'aidera à trouver un remède. Malheureusement, la société organisatrice de la réunion écrit incorrectement son nom de famille et le met en contact avec le docteur Philip Adams  — avec un seul « d » au lieu de deux — qui planifie d'empoisonner son père et de modifier le testament en sa faveur.
Gomez espère que le docteur Adams pourra guérir ses grands-parents, Morticia passe du temps avec les femmes, Fétide et la Chose tentent de capturer Butcher — un chiot mutant qui se nourrit de cheveux —, Mercredi et Pugsley sont occupés à se faire de nouveaux amis et Lurch tombe amoureux.  Un couple qui se dirige vers les retrouvailles reçoit une mauvaise adresse et se retrouve dans le manoir de la famille Addams, où résident Granny et Cousin Itt.

## Fiche technique
- Réalisation : Dave Payne
- Scénario : Rob Kerchner et Scott Sandin
- Décors : Anthony Tremblay
- Costumes : Tami Mor et Rina Ramon
- Photographie : Christian Sebaldt
- Musique : Amotz Plessner
- Production : Mike Elliott
- Société de production : Fox Family Films
- Pays d'origine : États-Unis
- Langue : anglais
- Format : Couleur - 1,33:1
- Genre : Comédie
- Durée : 91 minutes
- Premières dates de passage à la télévision :
  -  États-Unis : 22 septembre 1998
  -  France : 3 décembre 1998

## Distribution
- Daryl Hannah : Morticia Addams
- Tim Curry (VF : Bernard Woringer) : Gomez Addams
- Patrick Thomas (VF : Serge Lhorca) : Oncle Fétide
- Ed Begley Jr. (VF : Marc Bretonnière) : Docteur Philip Addams
- Carel Struycken : Max
- Christopher Hart : La Chose
- Alice Ghostley : Mamie Addams
- Nicole Fugere : Mercredi Addams
- Jerry Messing (en) (VF : Alexis Tomassian) : Pugsley Addams
- Hilary Shepard : Katherine Adams
- Kevin McCarthy (VF : Raoul Guillet) : Grand Père Mortimer Addams
- Estelle Harris : Grand-mère Addams
- Haylie Duff : Gina Addams

## Commentaire
- Ce film est ce qu'on appelle aux États-Unis un direct-to-video conçu pour sortir directement à la vente et à la location sans qu'il soit exploité dans les salles de cinéma.

- Après ce vidéofilm, l'actrice Nicole Fugere reprendra son rôle de Mercredi Addams l'année suivante dans la série La Nouvelle Famille Addams.